# Emiliano Zapata, Villa de Cos
Emiliano Zapata är en ort i Mexiko.   Den ligger i kommunen Villa de Cos och delstaten Zacatecas, i den centrala delen av landet, 600 km nordväst om huvudstaden Mexico City. Emiliano Zapata ligger 1 993 meter över havet och antalet invånare är 545.
Terrängen runt Emiliano Zapata är en högslätt. Runt Emiliano Zapata är det mycket glesbefolkat, med 5 invånare per kvadratkilometer. Emiliano Zapata är det största samhället i trakten. Omgivningarna runt Emiliano Zapata är i huvudsak ett öppet busklandskap.